# Klaus-Jürgen Menzel
Klaus-Jürgen Menzel (* 22. März 1940 in Bernsdorf, Landkreis Sorau) ist ein deutscher Politiker. Er zog im Jahr 2004 für die Nationaldemokratische Partei Deutschlands (NPD) in den sächsischen Landtag ein, trat jedoch aus der Partei aus, nachdem er aus der Fraktion ausgeschlossen worden war, 2009 schied er aus dem Landtag aus.

## Leben und Parteitätigkeit
Menzel war nach Abschluss einer landwirtschaftlichen Lehre als Landwirt unter anderem in Schweden und Dänemark tätig. Nach der Rückkehr nach Deutschland arbeitete er als landwirtschaftlicher Berater, selbständiger Jagdvermittler und Landwirt in Niedersachsen. Er war 1959–1964 Mitglied der DRP, Mitglied der NPD von 1967 bis 1973, später bei den Grünen, der ödp und den Republikanern (Beisitzer im Landesvorstand Niedersachsen). 2002 folgte der Wiedereintritt in die NPD. Er war stellvertretender NPD-Landesvorsitzender in Sachsen. Am 24. Januar 2007 trat Menzel aus der NPD aus. Zuvor war ein Parteiausschlussverfahren beim NPD-Bundesschiedgericht anhängig geworden. Menzel war stellvertretender Vorsitzender der vom Verfassungsschutz beobachteten revanchistischen „Interessengemeinschaft für die Wiedervereinigung Gesamtdeutschlands“ (IWG). Menzel hält enge Verbindungen zu den militanten neonazistischen „Freien Kameradschaften“. Er betätigte sich in den 1990er Jahren als Lehrer für „Geschichte, Religion, Art“ bei der „Kameradschaft Bremerhaven“.
Von 2004 bis 2009 war er Abgeordneter im Sächsischen Landtag. Bis zu seinem Fraktionsausschluss Ende 2006 war er Mitglied der NPD-Fraktion. Menzel war Mitglied im Ausschuss „Umwelt und Landwirtschaft“ des sächsischen Landtages sowie stellvertretendes Mitglied im Petitionsausschuss und im Ausschuss „Schule und Sport“ des sächsischen Landtages.
Sein persönlicher Mitarbeiter war Peter Naumann. Am 21. Januar 2005 verließ Menzel mitsamt der NPD-Fraktion das Landtagsplenum, um nicht an einer Gedenkminute für die Opfer des nationalsozialistischen Terrors teilzunehmen.
Menzel geriet jedoch als Abgeordneter noch mehrfach in die Kritik. Nachdem im Juni 2005 die NPD-Abgeordneten Holger Apfel und Johannes Müller im Landtag gegen die Brüsseler EU-Politik polemisiert hatten, verwies der SPD-Fraktionschef Cornelius Weiss darauf, dass der landwirtschaftliche Sprecher der NPD, Klaus-Jürgen Menzel, Ende der 1990er Jahre selbst schon EU-Gelder kassiert hatte. Menzel habe landwirtschaftliche Flächen in der Nähe von Verden zur Stilllegung angemeldet, obwohl der Acker mit Feldfrüchten bestellt war. Darüber hinaus soll Menzel weder Pächter noch Bewirtschafter des 21,9 Hektar großen Gebietes gewesen sein. Später musste er die zu Unrecht kassierte Flächenstillegungsprämie in Höhe von 15.900 Euro an das Niedersächsische Landwirtschaftsministerium zurückzahlen. Offenbar um den Regressforderungen zu entgehen, meldete er seinen Wohnsitz in Beverstedt ab. Am 7. Oktober 2002 gab er im Amtsgericht Weißwasser/Oberlausitz eine Vermögensauskunft ab. Nach dem Bezug des Abgeordnetengeldes wurde sein Konto gepfändet.
Im Oktober 2006 hob das Plenum des sächsischen Landtages die Immunität von Menzel auf. Hintergrund ist ein Strafverfahren wegen uneidlicher Falschaussage und Strafvereitelung.
Menzel wurde am 14. November 2006 offiziell wegen finanzieller Unregelmäßigkeiten aus der NPD-Fraktion ausgeschlossen, nachdem er in einem Fernsehinterview erklärt hatte, er stehe nach wie vor zu Adolf Hitler.
Am 12. Dezember 2006 ließ der mittlerweile parteilose Menzel einen Revolver in den Plenarsaal des Landtages schmuggeln. Ein Besucher hatte eine Tasche von Menzel erhalten, in der der Revolver bei einer Kontrolle am Eingang gefunden wurde. Daraufhin erhielt Menzel, der sich zu der Tat bekannte, unbefristetes Hausverbot. Die folgende Verurteilung wegen unerlaubten Waffenbesitzes zu einer neunmonatigen Freiheitsstrafe wurde wegen formaler Fehler aufgehoben.
Zu einem erneuten Eklat kam es während einer Landtagsdebatte am 17. Oktober 2008, die von der NPD zum Thema „Das Demokratieverständnis der sächsischen Blockparteien nach den Kreistagswahlen“ beantragt worden war. Menzel rief in seiner Rede zu Gewalt gegen einzelne Personengruppen auf: Sie brauchen ihre Hände nicht zu heben, die können sie am 30. August nächsten Jahres heben, dann werden sie nicht mehr hier sein. [...] Gegen Zionisten, Freimaurer, Kriegstreiber und andere Psychopathen helfen keine langen Reden, nur noch Handgranaten. Wo aber Rotfront und Antifa haust, da helfen keine Sprüche, nur die Panzerfaust. Vertreter aller demokratischen Parteien im Landtag reagierten empört. Landtagspräsident Erich Iltgen nannte die Äußerungen unerträglich. Menzel wurde des Plenarsaales verwiesen und erhielt eine Disziplinarstrafe. Die nächsten zehn Male durfte er nicht mehr an den Sitzungen des Landtages teilnehmen. Es war das erste Mal, dass der sächsische Landtag diese Sanktionen seit der Neukonstituierung des Landes nach der Wiedervereinigung ausschöpfte. Schon im Monat zuvor hatte Menzel in einer Debatte des Landtages, in der auf Antrag der NPD das Land Sachsen einen Vorstoß zur Streichung des Paragraphen zur Volksverhetzung (§ 130) aus dem Strafgesetzbuch vornehmen sollte, geäußert: Die Pest diesen und des vorigen Jahrhunderts ist und bleibt der Zionismus. Der Beitrag wurde mit einem Ordnungsaufruf bedacht.
Klaus-Jürgen Menzel wurde zu zwei Jahren Haft auf Bewährung wegen Untreue verurteilt, weil er ohne Genehmigung Jagdreisen vermittelt hatte.

## Zitate
- „Die Geschichte hat ihr Urteil bereits gesprochen, und das lautet: Freispruch für unser Volk, Freispruch für die Reichsregierung, Freispruch für die Großdeutsche Wehrmacht. Wir sind heute wieder hier, und keine Macht der Welt bringt uns weg.“ (aus einer Rede am 8. Mai 2004)
- „Odin sei mein Zeuge, die Subventionen sind mir von den Juden in Brüssel aufgedrängt worden. Damit wollen sie die deutsche Volkssubstanz auflösen.“ (Reaktion auf eine Zwischenfrage des SPD-Fraktionsvorsitzenden Cornelius Weiss, der auf einen durch Menzel in den 90er Jahren begangenen Subventionsbetrug mit EU-Flächenprämien hinwies; Dresden, 22. Juni 2005)
- über Adolf Hitler: „Ich halte den Führer nach wie vor für einen großen Staatsmann, vielleicht einen der größten, den wir je gehabt haben. Dazu stehe ich.“[7]
- „Wenn schon an ein Datum gebunden, möchte ich gerne die Grenzen vom 1. September ’39, das heißt, mit Einschluss von Sudetenland und Österreich.“[7]
- „Zum Führer stehe ich nach wie vor. Da gibt es kein Vertun. Da hat sich nichts geändert. Wie sollte sich.“ (Beim NPD-Parteitag am 11. November 2006)[8]
- „Ich stehe zum Führer hab ich gesagt - nach wie vor.“ (Bei einem Interview mit dem Satire-Magazin EXTRA 3)
- "Ich bin ein absoluter Verfechter der Wiedereinführung der Todesstrafe - dazu stehe ich!" (Ebenfalls im EXTRA 3-Interview)
- über Peter Porsch: „wenn ich mir Peter Porsch anschaue, wird mir der andere Österreicher immer sympathischer“[8]

## Belege
1. ↑  n-tv: NPD-Abgeordnete in Sachsen. Landtag hebt Immunität auf; Meldung vom 11. Oktober 2006
2. ↑  Spiegel: Ex-NPD-Abgeordneter lässt Revolver in Landtag schmuggeln; Meldung vom 13. Dezember 2006
3. ↑  Spiegel: Rechtsextremist fordert Waffengewalt gegen politische Gegner; Meldung vom 17. Oktober 2008
4. ↑  Bericht
5. ↑  Bericht in der Süddeutschen Zeitung; Bericht im Spiegel
6. ↑  Bericht im Spiegel
7. 1 2  RBB - Kontraste:  Stabil „Rechts“: Das Touristenziel Sächsische Schweiz wird zur Hochburg der NPD; Sendung vom 22. September 2005
8. 1 2  taz (ap): Abgeordneter steht zum Führer

| Personendaten    | Personendaten                            |
| ---------------- | ---------------------------------------- |
| NAME             | Menzel, Klaus-Jürgen                     |
| KURZBESCHREIBUNG | deutscher Politiker (DRP, REP, NPD), MdL |
| GEBURTSDATUM     | 22. März 1940                            |
| GEBURTSORT       | Bernsdorf                                |